# Сахама (провинция)
Сахама (исп. Provincia de Sajama, кечуа Sajama pruwinsya) — одна из 16 провинций боливийского департамента Оруро. Площадь составляет 7704 км². Население на 2001 год — 9096 человек. Плотность населения — 1,2 чел/км². Столица — город Курауара-де-Карангас.

## География
Сахама расположена в северо-западной части департамента. Граничит с Чили (на западе), департаментом Ла-Пас (на севере) и провинциями: Атауальпа (на юге), Литорал (на юго-востоке), Карангас (на востоке) и Сан-Педро-де-Тотора (на северо-востоке). Провинция протянулась на 120 км с севера на юг и на 135 км с запада на восток. В административном отношении делится на 2 муниципалитета: Курауара-де-Карангас и Турко.

## Население
Наиболее распространённые языки провинции — аймара и испанский. Католики составляет 66,1 % населения; протестанты — 26,9 %. 68,2 % населения заняты в сельском хозяйстве (на 2001 год). По данным переписи 1992 года население провинции составляло 7 891 человек.